# Різдво у Вігалі
«Різдво у Вігалі» (ест. «Joulud Vigalas») — радянський фільм 1980 року, знятий на кіностудії «Талліннфільм» режисером Марком-Тоомасом Соосааром.

## Сюжет
В основі фільму — дійсні події періоду Революції 1905 року.
Бернхард Лайпманн, вчитель з Вігала — волосного центру Естляндської губернії Російської імперії, обирається делегатом естонського селянського з'їзду в Тарту. Повернувшись зі з'їзду, він пропагує серед селян ідеї соціалізму, що в результаті революції вони отримають землю.
На Різдво 1905 року в п'яному чаді та веселощі натовпу найбільш радикально налаштованих селян захоплюють поміщицьку садибу, грабують і спалюють її.
Дружина вчителя Лійса, знаючи ненависть до її чоловіка поміщиків і влади, розуміючи, що його оголосять призвідником, намагається вмовити чоловіка виїхати за кордон. Але Лайпманн, розуміючи свою відповідальність за те, що трапилося в Вігалі, залишається.
Каральні війська, що прибули на чолі з генералом Безобразовим, заарештовують призвідників бунту, а за їх хибними свідченнями й Лайпманна.
Вчителі засуджують до покарання різками. Вважаючи за краще ганьбу смерть, він вимагає замінити порку розстрілом.

## В ролях
- Евальд Аавік — Бернхард Лайпманн
- Керсті Крейсманн — Лійса Лайпманн
- Юрі Аррак — Антс Лайкмаа
- Айн Каалеп — барон Будберг
- Ліннар Приймягі — барон Юкскюлль
- Віктор Балашов — генерал Безобразов
- Аго Роої — генерал Ренненкампф
- Лора Умарова — Віола
- Маргус Оопкауп — Антон Колумбус.
- Омар Волмер — Мадіс Ленсманн
- Арво Кукум'ягі — Міхкель Ваябе, кучер
- Антс Йиги — батько Бернхарда Лайпманна
- Яан Каплінський — пастор Буш
- Пеетер Сімм — Костянтин Пятс.
- Пеетер Урбла — Яан Теемант
- Тину Карк — Міхнель
- Андрес Табун — Андрес
- Прийт Педаяс — Антс Лаас, фермер
- Геннадій Муравін — офіцер Шмідт

## Знімальна група
- Режисер і сценарист — Марк Соосаар
- Оператор — Марк Соосаар
- Композитор — Вельо Торміс
- Художник — Омар Волмер

## Зйомки
Місце зйомки фільму — історичний музейний комплекс мизи Тестама.

## Про фільм
Це єдиний художній фільм режисера-документаліста Марка Соосаара, і знятий у документальній манері, на початку фільму є інтерв'ю зі старожилами Вігала, які ще пам'ятають ті події та героя фільму, упродовж фільму події коментуються закадровим голосом сучасника з урахуванням історичної оцінки подій:
… цікавий пролог картини, тут бере початок внутрішній, прихований сюжет речі — спроба подолати героїчну легенду і вийти до тверезого історичного знання без романтичного флеру. Ось кадри, зняті без вигадок, але поставлені впевненою рукою професіонала документаліста (M. Соосаар, за споконвічною своєю професією документаліст, оператор і режисер, не збирається розлучатися з документальною камерою).— журнал "Дружба народов", 1986
У кінопрокаті СРСР 1980 року фільм посів 24 місце, його переглянули 800 000 глядачів — як пише кінознавець Сергій Кудрявцев, фільм вийшов у 164 копіях (що за тими важкими часами — зокрема, через відсутність плівки — було цілком непоганим тиражем для фільму національної республіки), була обійдена увагою як глядачів, і критиків.
Як вказує у своїй монографії естонський кінознавець Ийе Орав, фільм сучасною критикою був прийнятий по-різному: деякі рецензенти дорікали фільму в історичних неточностях, у зображенні Бернхарда Ламанна як нерішучого і мінливого, водночас інші прийняли фільм добре, вважаючи, що герой показаний розумним, врівноваженим та принциповим; при цьому на художній бік фільму критики звертали значно менше уваги.